# Adam Brown Littlepage

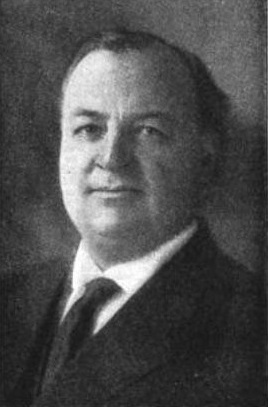
Adam Brown Littlepage, 1911

Adam Brown Littlepage (* 14. April 1859 bei Charleston, Virginia; † 29. Juni 1921 ebenda) war ein US-amerikanischer Politiker. Zwischen 1911 und 1919 vertrat er mehrfach den  Bundesstaat West Virginia im US-Repräsentantenhaus.

## Werdegang
Der im heutigen West Virginia geborene Adam Littlepage besuchte die öffentlichen Schulen seiner Heimat. Nach einem anschließenden Jurastudium und seiner Zulassung als Rechtsanwalt begann er im Jahr 1882 in Newport (Indiana) in seinem neuen Beruf zu arbeiten. 1884 verlegte er seinen Wohnsitz und seine Anwaltskanzlei nach Charleston. Dort wurde er juristischer Berater der Minenarbeitervereinigung von West Virginia.
Littlepage war Mitglied der Demokratischen Partei. Zwischen 1906 und 1910 saß er im Senat von West Virginia. Bei den Kongresswahlen des Jahres 1910 wurde er im dritten Distrikt des Staates in das US-Repräsentantenhaus in Washington, D.C. gewählt, wo er am 4. März 1911 die Nachfolge des Republikaners Joseph H. Gaines an. Da er aber bereits bei den nächsten Wahlen im Jahr 1912 gegen Samuel B. Avis verlor, konnte Littlepage bis zum 3. März 1913 zunächst nur eine Legislaturperiode im Kongress absolvieren. Kurz vor deren Ende wurde der 16. Verfassungszusatz verabschiedet, der die bundesweite Einkommensteuer einführte. 1914 konnte er sein zwei Jahre zuvor verloren gegangenes Mandat zurückgewinnen und den dritten Wahlbezirk zwischen dem 4. März 1915 und dem 3. März 1917 im US-Repräsentantenhaus vertreten. Bei den Wahlen des Jahres 1916 kandidierte er für den sechsten Distrikt und wurde dort für die Legislaturperiode zwischen dem 4. März 1917 und dem 3. März 1919 in den Kongress gewählt. Diese Zeit war von den Ereignissen des Ersten Weltkriegs bestimmt, an dem die Vereinigten Staaten seit April 1917 teilnahmen. Bei den Wahlen des Jahres 1918 unterlag Littlepage dem Republikaner Leonard S. Echols.
Nach dem Ende seiner Zeit im Kongress arbeitete Littlepage wieder als Anwalt. Er starb am 29. Juni 1921 in Charleston.